# Raccordo autostradale 16

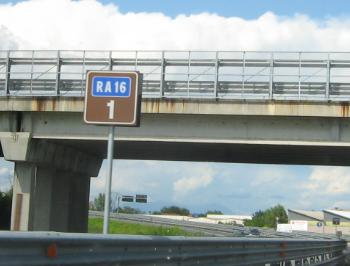
Il pannello integrativo in prossimità del cavalcavia numero 1.

Il raccordo autostradale 16 Cimpello-Pian di Pan (RA 16), già nuova strada Anas 14 Cimpello (A28-SS 13) (NSA 14, R 10, R 54), è una brevissima strada extraurbana principale che collega l'uscita Cimpello dell'autostrada A28 alla strada statale 13 Pontebbana in località Pian di Pan, per uno sviluppo di 3 chilometri e 754 metri. In alcune mappe, è segnalato come via Pontebbana. È gestito dalla Friuli Venezia Giulia Strade S.p.A..
Si presenta come una strada a carreggiate separate, ciascuna con due corsie, senza corsia di emergenza. A dispetto della denominazione, non è più classificato come autostrada. Per il gestore il RA 16 è classificato come strada extraurbana principale e infatti sono presenti i segnali di inizio e fine strada extraurbana principale. Fino al 2008 era classificato come autostrada e aveva pertanto la segnaletica verde essendo un raccordo autostradale, come da decreto ministeriale del 14 febbraio 1984.
La dicitura RA 16 compare nella segnaletica progressiva chilometrica e nei segnali d'identificazione dei cavalcavia, prima del 2008 era presente, oltre alla progressiva chilometrica la prossima destinazione raggiunta a differenza di quanto prevedono le convenzioni sulle progressive chilometriche erano presenti al km 1 e al km 2 i cartelli: Innesto SS13 e Innesto A28.
Il limite è comunque di 90 km/h nel tratto dall'innesto con la A28 e l'uscita Fiume Veneto, 70 km/h da Fiume Veneto all'inizio della SR 177.
Oltre l'intersezione con la SS 13, prosegue come strada a scorrimento veloce a carreggiata unica, perdendo inoltre la denominazione RA 16, per altri 27 chilometri in direzione di Sequals. Questo tratto era gestito dall'Anas, che non vi aveva assegnato alcuna numerazione ufficiale (nei protocolli dell'ente era indicata come NSA 177). Dal 1º gennaio 2008 è passato in gestione alla Regione Friuli-Venezia Giulia, che opera tramite la Friuli Venezia Giulia Strade S.p.A., che ha rinominato la NSA 177 in SR 177.

## Storia
Inizialmente per connettere la A4 a Pordenone era stato previsto il raddoppio della SS 251; pochi anni dopo, invece, è stato optato per costruire una nuova autostrada al posto del raddoppio della SS 251. La nuova autostrada, completata nel 1974 era gratuita e finiva a Pordenone Sud, nell'incrocio con la SS 251 (Via Nuova di Corva).
Negli anni '80 iniziano i lavori per la costruzione della variante al tratto Pordenone Sud - SS 13 della SS 251, in particolare viene costruito il raccordo autostradale Cimpello - Pian del Pan, per completare il raccordo viene modificata l'uscita della A28 a Cimpello che originariamente dava sulla SP 60 con una intersezione a semi-quadrifoglio, con l'attuale intersezione.
A seguito della convenzione Anas - FVG del 1987, nel 1988 iniziano i lavori per la costruzione del prolungamento del RA 16, nel tratto Pian del Pan - Sequals, affidata ad una ATI composta da Bonifica Spa. I lavori si sono subito fermati a seguito di un rilievo della Corte dei Conti; ripresero dopo il 1993 e la strada venne inaugurata nel 1998, l'intersezione con la SS 13 viene completata, numerosi anni dopo, dopo numerose modifiche, il sottopasso della SS 13, la viabilità di accesso alle aree commerciali e la creazione delle complanari della SS 13 nel tratto tra il ponte della Meduna e la rotatoria, finito nel 2010, viene anche modificata la viabilità tra l'uscita Fiume Veneto e l'uscita SS13 riducendo da 2 ad una corsia il suddetto tratto, a seguito dell'aumento di traffico e della pericolosità del tratto in seguito all'apertura di un nuovo parco commerciale.
A seguito del passaggio di competenza da Anas a FVG Strade nel 2008, vengono cambiate le segnaletiche e il raccordo non presenta più una segnaletica verde essendo un raccordo autostradale come da decreto ministeriale del 14 febbraio 1984, ma una segnaletica blu. In uscita dalla A28 provenendo da Portogruaro è possibile notare alcuni cartelli ancora verdi.

## Percorso

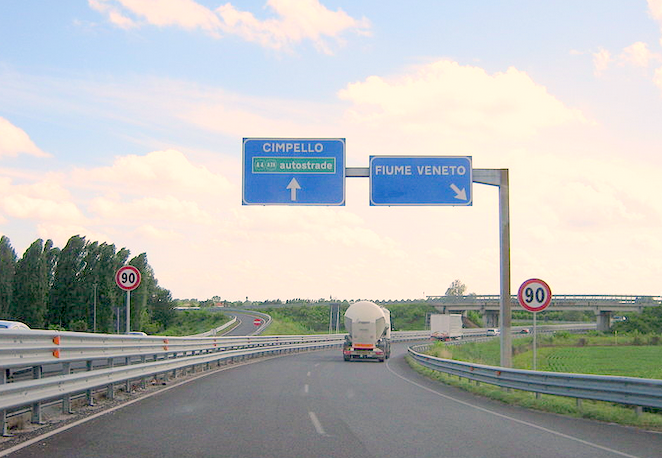
L'uscita Fiume Veneto in direzione autostrada A28

Tutta la tratta è priva di intersezioni a raso e passi carrai, è vietato effettuare la svolta a sinistra. Date le sue caratteristiche vicine a quelle autostradali e il fatto che il transito nel tratto dalla SS13 a Sequals non è vietato né ai cicli né ai motocicli di piccola cilindrata, rendono la strada una delle più pericolose del Friuli Venezia Giulia.
| RA 16 CIMPELLO - PIAN DI PAN e SR 177 PIAN DI PAN - SEQUALS |                       |      |      |           |
| Tipo                                                        | Uscita                | ↓km↓ | ↑km↑ | Provincia |
|                                                             | Portogruaro-Pordenone | 0,0  | 3,7  | PN        |
|                                                             | Cimpello              | 0,3  | 3,4  | PN        |
|                                                             | Area di Servizio      | 0,7  | 3,0  | PN        |
|                                                             | Fiume Veneto          | 2,7  | 1,0  | PN        |
|                                                             | Pontebbana            | 2,9  | 0,8  | PN        |

## Lavori per il collegamento A28-A23

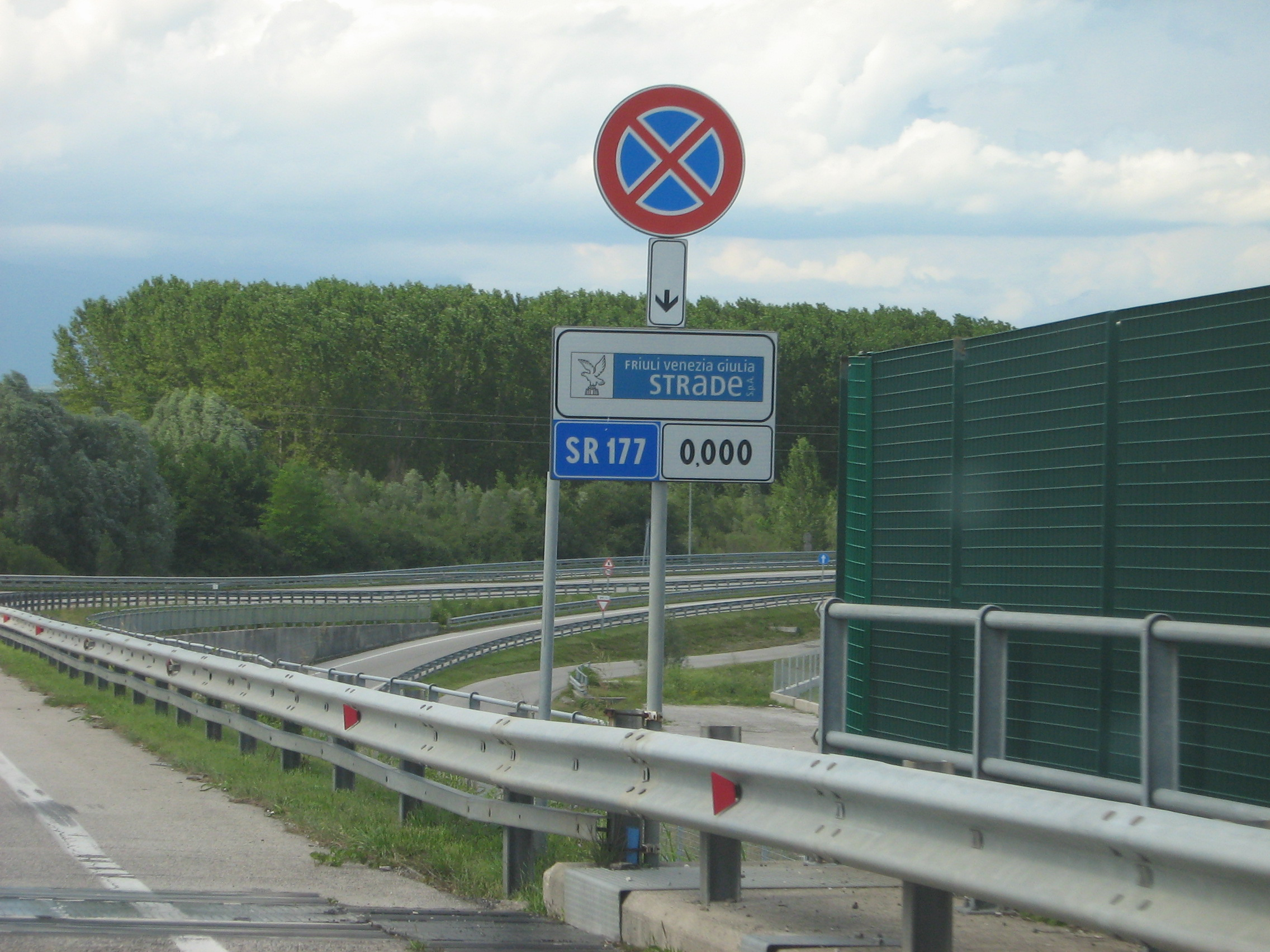
L'inizio della SR 177 provenendo dal RA 16

Il progetto originario prevedeva che questo RA 16 fosse parte di una nuova autostrada, lunga 58 km, che partisse dallo svincolo di Cimpello dell'A28, passasse per Sequals e si congiungesse all'A23 nei pressi di Gemona del Friuli. A testimonianza di ciò, nelle mappe stradali negli autogrill della società Autovie Venete questa autostrada è segnalata come "in costruzione".
La Regione Friuli-Venezia Giulia a luglio 2009 ha ripreso l'idea di questo progetto, che dovrà essere realizzato in finanza di progetto dalle società Autovie Venete, Impregilo e Rizzani de Eccher. Non sarà un'autostrada, ma una strada extraurbana principale. Il costo previsto è di € 800 milioni, a carico dei privati, in cambio della concessione e dell'esazione dei pedaggi per 55 anni ai privati stessi e il bando di gara è stato pubblicato nell'agosto del 2010. Uno studio di fattibilità, comprendente un progetto, è stato presentato nell'estate 2009 dai gruppi Idroesse Infrastrutture SpA, Zollet Ingegneria srl e Studio ing. De Beaumont-Ingegneria dei trasporti srl.
La superstrada sfrutterà dall'A28 nei pressi di Cimpello a Sequals l'esistente RA 16 e la SR 177 (che sarà riqualificata) mentre da Sequals all'A23 nei pressi di Gemona del Friuli verrà costruito un nuovo tracciato.
Durante la campagna elettorale del 2018 della Regione Friuli Venezia Giulia, è stato proposto un raccordo "basso" fra Destra e Sinistra Tagliamento, per completare l'anello Pedemontano Veneto (attualmente composto da A23, A28, A27, SPV, A31) con una bretella A28/A23 che colleghi Udine a Pordenone (Cimpello), al posto della Cimpello-Sequals-Gemona, ritenuta meno utile all'economia friulana.